# Agshin Alizade
Agshin Aligulu Alizade (azeri: Aqşin Əliqulu oğlu Əlizadə ; født 22. maj 1937 i Baku, Aserbajdsjan, Rusland - død 3. maj 2014) var en aserbajdsjansk/russisk komponist og pianist.
Alizade studerede komposition på det Aserbajdsjanske Musikkonservatorium hos Dzhevdet Gadzhiev. Han har skrevet 5 symfonier, orkesterværker, kammermusik, balletmusik, kantater, sange og musik for mange instrumenter etc. Alizade flyttede efter Sovjetunionens sammenbrud til Tyrkiet, hvor han underviste i komposition på universitetet i byen Trabzon. Han hører til de ledende komponister fra Aserbajdsjan. Alizade´s tonesprog er i moderne klassisk kompositions stil.

## Udvalgte værker
- Symfoni nr. 1 (1962) - for orkester
- Symfoni nr. 2 "Kammersymfoni" (1966) - for kammerorkester
- Symfoni nr. 3 (1982) - for orkester
- Symfoni nr. 4 "Mugham" (1984) - for orkester
- Symfoni nr. 5 (19?) - for orkester